# Paulo Vintém
Paulo José Tomás Vintém (* 18. April 1979 in Montijo) ist ein portugiesischer Popsänger. Er war Mitglied der Band D’ZRT.

## Werdegang
Vintém studierte am Instituto Politécnico in Setúbal und arbeitete anfangs als Kameramann und freiberuflicher Tänzer. Zudem gab er Unterricht im Hip-Hop-Tanz. Im September 2003 nahm er an der zweiten Staffel der Castingshow Operação Triunfo teil, schied aber bereits in der ersten Runde aus. Ab 2004 übernahm er die Rolle des Topê in der Jugendserie Morangos com Açúcar, aus der die Band D’ZRT hervorging. Mit ihr entstanden vier Alben, die alle in Portugal Platz 1 der Charts erreichten. Nach Auflösung der Band im Februar 2008 spielte er die Rolle des Troy Bolton in der portugiesischen Theateradaption des High School Musical. Im Oktober 2008 erschien unter dem Titel Vintém ein Soloalbum.

## Diskografie
Alben
- 2008: Vintém

| Personendaten    | Personendaten                                 |
| ---------------- | --------------------------------------------- |
| NAME             | Vintém, Paulo                                 |
| ALTERNATIVNAMEN  | Vintém, Paulo José Tomás (vollständiger Name) |
| KURZBESCHREIBUNG | portugiesischer Popsänger                     |
| GEBURTSDATUM     | 18. April 1979                                |
| GEBURTSORT       | Montijo                                       |